# Ергодичність
Ергоди́чність (або транзитивність) — спеціальна властивість деяких (динамічних) систем, яка полягає в тому, що в процесі еволюції такої системи майже кожна точка її з певною ймовірністю проходить поблизу будь-якої іншої точки системи. Тоді при розрахунках час, який важко розраховувати, можна замінити фазовими (просторовими) показниками. Система, в якій фазові середні збігаються з часовими, називається ергодичною.

## Опис
Перевага ергодичних динамічних систем полягає в тому, що при достатньому часу спостереження такі системи можна описувати статистичними методами. Наприклад, температура газу — це міра середньої енергії молекули, ринкова ціна компанії — це міра похідних функцій від даних бухгалтерської звітності. Звісно, необхідно попередньо довести ергодичність даної системи.
Для ергодичних систем математичне сподівання по часових рядах має збігатися з математичним сподіванням по просторових рядах.
Ергодична теорія — один з розділів загальної динаміки.
Е.Лоренц висловив думку, що кліматична система є майже ергодичною, тобто її фазовий простір розпадається на ряд множин {\displaystyle {\mathfrak {A}}_{i}} із певними умовними ймовірностними мірами {\displaystyle P_{i}(A),\,\,A\in {\mathfrak {A}}_{i}}, і фазові траєкторії можуть тривалий, але скінченний час перебувати у кожній з цих множин (відвторюючи відповідний клімат {\displaystyle P_{i}(A),\,\,A\subset {\mathfrak {A}}_{i}}) та рідко переходити з однієї з цих множин до іншої.
Едварду Лоренцу належить математичний приклад майже інтразитивної (ергодичної) системи - ідеалізована нестаціонарна тримодова роликова конвекція рідини, у якій безрозмірні функції течії {\displaystyle \psi } й відхилення температури від лінійного вертикального профілю {\displaystyle \vartheta } у площині {\displaystyle (x,y)} мають вигляд
{\displaystyle \psi =X{\sqrt {2}}\sin {\frac {k_{1}x}{H}}\sin {\frac {\pi z}{H}};}
{\displaystyle \vartheta =Y{\sqrt {2}}\cos {\frac {k_{1}x}{H}}\sin {\frac {\pi z}{H}}-Z\sin {\frac {2\pi z}{H}},}
а залежність амплітуд {\displaystyle X,Y,Z} від часу {\displaystyle t} описується рівняннями:
{\displaystyle {\begin{matrix}dX/Dt=-\sigma X+\sigma Y;\\dY/dt=rX-Y-XZ;\\dZ/dt=-bZ+XY,\end{matrix}}}
де {\displaystyle \sigma ,r,b} - числові сталі ({\displaystyle \sigma } - Число Прандтля, {\displaystyle r} - відношення Числа Релея до його критичного значення, за якого починається роликова конвекція). 

## Приклади
- Перетворення пекаря